# Зоран Јанковић (политичар)
Зоран Јанковић (Сараорци, 1. јануар 1953) словеначки је предузетник и политичар српско-словеначког порекла. Од априла 2012. обавља функцију градоначелника Љубљане, коју је обављао и у периоду између 2006. и 2011. У новембру 2018. по четврти пут је изабран за градоначелника Љубљане.

## Биографија
Рођен је селу Сараорци, код Смедерева, од оца Србина и мајке Словенке, али се породица сели 1964. године у Љубљану где Зоран завршава основну школу, гимназију и економски факултет. Постао је познат када је 1997. постао председник управе словеначког пословног система Меркатор. Он је заслужан за прерастање Меркатора у највеће предузеће у Словенији са 15000 запослених и развијеним пословима у земљама региона Хрватској, Босни и Херцеговини и Србији. Због остварених резултата добија престижно национално признање „менаџер године 2002“. Његова изненадна смена са руководећег положаја се доводи у везу са променама у политичким сферама и нетрпељивости нове политичке елите. После одласка са те функције је остао запамћен као успешан и способан човек што му је донело популарност захваљујући којој је 22. октобра 2006. године убедљиво, већ у првом кругу, са 62,99% гласова победио на изборима за градоначелника Љубљане као независан кандидат, а његова листа освојила је 23 од 45 места у градској скупштини.
На парламентарним изборима 2011. предводио је листу Позитивна Словенија која је победила. Ова странка је формирана свега месец дана пре избора.

### Спорт
Поред пословне каријере је веома активан и на спортском плану. Од 1984. до 1990. је био потпредседник кошаркашког клуба Олимпија, између 1992. и 1997. године председник сопственог рукометног клуба Крим Електа, а од 1996. до 2004. године председник рукометног савеза Словеније. За његовог мандата је Словенија освојила сребрну медаљу на Европском првенству у рукомету 2004. године.

## Одликовања
- Сретењски орден I степена (2022)[3]

## Награде
- 2016: Награда Браћа Карић